# مرغ سلطان
مرغ سلطان (انگلیسی: Sultan chicken) یک نژادهای پرورشی از مرغ و متعلق به ترکیه می‌باشد. نام انگلیسی این مرغ مستقیماً از ترجمهٔ نام اصیل زبان ترکی استانبولی آن، Serai-Tavuk به معنای «مرغ‌های سلطان» گرفته شده است. این مرغ‌ها همواره با مقاصد زینتی و در باغ‌های سلاطین امپراتوری عثمانی نگهداری می‌شدند. در غرب، این نژاد از مرغ در رقابت‌های نمایشی ماکیان زینتی شرکت داده شده و معمولاً تعداد آن‌ها اندک می‌باشد.
این نژاد از مرغ، نخستین بار در سال ۱۸۵۴ از زادگاه خود به سایر نقاط جهان صادر شد. در آن زمان، بانو الیزابت واتس از همپستید، لندن، یک دستهٔ کوچک از این پرندگان را به بریتانیا آورد. این پرنده برای نخستین بار در ۱۸۶۷ در آمریکای شمالی مشاهده شد و در سال ۱۸۷۴ در استاندارد کمال انجمن ماکیان آمریکا به رسمیت شناخته شد.